# رباعي إيثيل الأمونيوم
رباعي إيثيل الأمونيوم (Et4N+) هو أيون أمونيوم رابعي موجب يتكون من أربع مجموعات إيثيل مرتبطة بذرة نيتروجين مركزية وهو موحب الشحنة.